# Ченало
Ченало (исп. Chenalhó) — посёлок в Мексике, штат Чьяпас, входит в состав одноимённого муниципалитета и является его административным центром. Численность населения, по данным переписи 2020 года, составила 4369 человек.

## Общие сведения
Название Chenalhó с языка цоциль можно перевести как — вода из пещеры.
Поселение было основано в доиспанский период индейцами цоцили.
В середине XVI века орден доминиканцев, занимавшийся евангелизацией местного населения, добавил к названию деревни имя Святого Петра, получив Сан-Педро-Ченало.
13 февраля 1934 года губернатор штата Викторио Грахалес вернул название Чальчиуитан и присвоил статус посёлка.